# 福成镇 (北海市)
福成镇是广西壮族自治区北海市银海区下辖的一个镇，全镇面积293.8公里。

## 地理位置
福成镇位于银海区中部，西与北海市相连，东邻铁山港区，北邻合浦县，南邻北部湾。

## 行政区划
福成镇辖22个村委会和居委会，215个自然村。具体下辖地区如下：
福成社区、宁海村、古城村、竹林村、畔塘村、端田村、山梓村、东村、西村、海陆村、大坎村、福成村、红镜塘村、三合口村、卖兆村、门头村、大水江村、花甫村、平新村、红旗村、松明村、平联村、国营三合口农场生活区和国营星星农场生活区。